# بيتار الثاني بيتروفيتش نيغوش
بيتار الثاني بيتروفيتش نيغوش (بالسيريلية الصربية: Петар II Петровић-Његош؛ 13 نوفمبر [بالتقويم القديم 1 نوفمبر] 1813 - 31 أكتوبر [بالتقويم القديم 19 أكتوبر] 1851)، ويشار إليه ببساطة باسم نيغوش (Његош)، كان الأمير الأسقف (فلاديكا) للجبل الأسود، وكان شاعرًا وفيلسوفًا، وتعتبر أعماله من أهم الأعمال في الأدب الصربي وأدب الجبل الأسود.
ولد نيغوش في قرية نيغوشي بالقرب من ستنيي عاصمة الجبل الأسود آنذاك. وتلقى تعليمه في العديد من الأديرة الصربية وأصبح الزعيم الروحي والسياسي للبلاد بعد وفاة عمه بيتار الأول. وبعد القضاء على كل المعارضة المحلية الأولية لحكمه، ركز على توحيد قبائل الجبل الأسود وإقامة دولة مركزية. وقد أدخل الضرائب المنتظمة، وشكل حرسًا شخصيًا وطبق سلسلة من القوانين الجديدة لتحل محل تلك التي وضعها سلفه قبل سنوات عديدة. وأثبتت سياساته الضريبية أنها لا تحظى بشعبية كبيرة بين قبائل الجبل الأسود وكانت سبب العديد من الثورات خلال حياته. وتميز عهد نيغوش أيضًا بالصراع السياسي والعسكري المستمر مع الإمبراطورية العثمانية، ومحاولاته لتوسيع أراضي الجبل الأسود مع الحصول على اعتراف غير مشروط من الباب العالي. وكان مؤيدًا لتوحيد الشعب الصربي وتحريره، وكان على استعداد للتنازل عن حقوقه الأميرية مقابل الاتحاد مع صربيا والاعتراف به كزعيم ديني لجميع الصرب (على غرار بطريرك الكنيسة الصربية الأرثوذكسية في العصر الحديث). وعلى الرغم من أن الوحدة بين الدولتين لم تحدث خلال حياته فقد أرسى نيغوش بعض أسس اليوغوسلافيوية وقدم مفاهيم سياسية حديثة إلى الجبل الأسود. كان نيغوش مقدرًا كشاعر وفيلسوف، واشتهر بقصيدته الملحمية غورسكي فياناس (إكليل الجبل)، والتي تعتبر تحفة من الأدب الصربي وغيره من الأدب السلافي الجنوبي، والملحمة القومية لصربيا والجبل الأسود ويوغوسلافيا. وبقي تأثير نيغوش على صربيا والجبل الأسود، وكذلك البلدان المجاورة.

## النشأة وأصوله
ولد بيتار الثاني بتروفيتش - نيغوش باسم راديفوييه «رادي» بتروفيتش في 13 نوفمبر [بالتقويم القديم 1 نوفمبر] 1813 في قرية جبل نيغوشي، بالقرب من ستنيي. وكان والده توميسلاف «تومو» بتروفيتش (ولد 1762-1763) أحد أفراد عشيرة بتروفيتش من قبيلة نيغوشي من ناحية كاتوني. وكانت والدة نيغوش إيفانا بروروكوفيتش تنحدر من قرية مالي زالاز، وكانت ابنة زعيم نيغوشي لازو بروروكوفيتش. ولا توجد معلومات موثوقة حول سنة ميلادها بالضبط، ولكن يُعتقد أنها كانت أصغر من زوجها بنحو عشر سنوات. وكان لدى تومو وإيفانا خمسة أطفال. كان ابنهما الأكبر هو بيتار («بيرو»)، وابنهما الأوسط رادي، وكان يوفان («يوكو») أصغرهم. أما ابنتيهما هما ماريا وستانا؛ وقد تزوجت ماريا بزعيم من الجبل الأسود يُدعى أندريا بيروفيتش، الذي كان سردار (كونت) قبيلة كاتشيه، بينما تزوجت ستانا بفيليب دوراشكوفيتش سردار قرية رييكا كرنويفيتشا.
كانت نيغوشي قرية نائية تقع بالقرب من ساحل البحر الأدرياتيكي غرب الجبل الأسود (أو الجبل الأسود القديم). والقبيلة التي تحمل الاسم نفسه هي واحدة من أقدم القبائل في الجبل الأسود، ويمكن تتبع تاريخها إلى القرن الرابع عشر. ومن المحتمل أنها نتيجة التزاوج بين السكان الإيليريين والمستوطنين السلافيين الجنوبيين خلال القرن العاشر، وفقًا للمؤلف ميلوفان ديلاس. وقد سيطر منزل أسلاف بيتروفيتش على نيغوشي، وكان المنزل الوحيد المكون من طابقين في القرية وجرى بناؤه بالكامل من الحجر. وكان أفراد عائلة بيتروفيتش من نيغوشي من مطارنة الكنيسة الصربية الأرثوذكسية بالوراثة (الأمراء الأساقفة) في ستنيي منذ عام 1696؛ وجرى حمل لقب الأمير الأسقف (بالصربية: فلاديكا) وتمريره من العم إلى ابن الأخ، لأن الأساقفة الأرثوذكس كانوا مطالبين بأن يكونوا عازبين ولم يسمح لهم بإنجاب الأطفال. وسُمح للأمير الأسقف الحاكم بترشيح خليفته، بشرط موافقة زعماء الجبل الأسود وشعب الجبل الأسود.
أمضى نيغوش سنواته الأولى في نيغوشي يرعى قطيع والده، ويعزف على الغوسل (آلة موسيقية تقليدية ذات وتر واحد) ويحضر احتفالات الأسرة والكنيسة حيث يجري سرد قصص المعارك ومعاناة الماضي. وقد كان تعليمه بدائيًا، وتعلم القراءة والكتابة من قبل الرهبان في دير ستنيي عندما كان في الثانية عشرة من عمره، ودرس اللغة الإيطالية في دير سافينا لمدة عام وأمضى ثمانية عشر شهرًا في دير توبلا بالقرب من هرسك نوفي، وتعلم اللغتين الروسية والفرنسية تحت إشراف القس يوزيف تروبوفيتش. وفي أكتوبر عام 1827 أصبح نيغوش الشاب تحت وصاية الشاعر والكاتب المسرحي سيما ميلوتينوفيتش (الملقب «بسارايليا»)، الذي جاء إلى الجبل الأسود للعمل كأمين سر رسمي لعم نيغوش فلاديكا بيترو الأول. وعرف ميلوتينوفيتش الصربي القادم من سراييفو نيغوش إلى الشعر وألهمه كتابة الحكايات الشعبية الصربية التي جرى تناقلها شفهيًا عبر القرون. وكان معلمًا غير تقليدي، ودرس نيغوش الرياضة والرماية والقتال بالسيف.

## فترة حكمه

### خلفية تاريخية
كان مجتمع الجبل الأسود في القرن التاسع عشر بدائيًا للغاية حتى بالمعايير المعاصرة آنذاك. وكان يُنظر إلى الأجانب بعين الريبة، وإلى التجار على أنهم «باحثون عن المال» و«عاجزون». وكانت الحروب بين الجبل الأسود والقبائل المسلمة المجاورة شائعة جدًا، وكذلك سرقة الماشية وقطع الطرق وصيد الرؤوس. وكرس الرجال الكثير من طاقتهم لثأر الدم المستمر، ما حد من فعالية مقاومة الجبل الأسود للأتراك. وقامت النساء بمعظم الأعمال البدنية؛ وكان الترفيه عبارة عن مسابقات تظهر مآثر القوة، وأمسيات تُقضى في الاستماع إلى الأغاني التي تروي المآثر البطولية بمرافقة العزف على الغوسل.
قبل القرن التاسع عشر لم يكن غرب الجبل الأسود أكثر من مجموعة من القبائل المتناحرة يترأسها مطارنة ستنيي. وتألفت أراضي الجبل الأسود من أربع مناطق صغيرة (بالتركية: nahiye - ناحية)، أهمها ناحية كاتوني مع قبائلها التسع (ستنيي، ونيغوشي، وتشيكليتشي، وبيليتسي، وكاتشيه، وشيفو، وبيشيفتسي، وزاغاراتش، وكوماني). وكانت هذه المناطق مستقلة بحكم الواقع عن الإمبراطورية العثمانية منذ معاهدة باساروفجا في عام 1718، وقد ظهرت عناصر من الحكم الذاتي منذ الأيام الأولى للحكم التركي في القرن الخامس عشر. ولعقود من الزمان تعاملت السلطات العثمانية مع سكان غرب الجبل الأسود وشرق الهرسك على أنهم تابعون غير خاضعين وملزمون فقط بدفع مبلغ ثابت من الذهب البندقي (الفلورين) للعثمانيين كل عام. ولم تتزايد هذه الضرائب مع ثروة أو حجم الأسرة، وكان الصرب في هذه المناطق معفيين تمامًا من ضريبة الرؤوس العثمانية وغيرها من الرسوم التي عادة ما يدفعها المسيحيون إلى الباب العالي. وعلى الرغم من أن الامتيازات الممنوحة لسكان المرتفعات كانت تهدف إلى تهدئة الاستياء العام في هذه المناطق الفقيرة والحيوية من الناحية الاستراتيجية على حدود البندقية، لكن الأمر انتهى بها إلى التأثير المعاكس بحلول أواخر القرن السادس عشر. وبدأ الصرب بتجنب جباة الضرائب العثمانيين تمامًا، وعندما حاول العثمانيون فرض بعض الضرائب التي يدفعها عادةً رعايا مسيحيون آخرون، ثار الصرب وأقاموا منطقتهم المتمتعة بالحكم الذاتي. وأنتج غياب السلطة العثمانية فرصة مثالية لازدهار القبلية. واعتنق آلاف الصرب الذين بقوا في الأراضي التي يسيطر عليها العثمانيون الإسلام لتجنب دفع هذه الضرائب المفروضة حديثًا. ومُنح المسلمون الجدد حقوقًا وامتيازات كاملة بصفتهم رعايا مسلمين للسلطان، وبينما كان يُنظر إلى غير المسلمين على أنهم رعايا من الدرجة الثانية ويعاملون على هذا النحو. ولذا كان المسيحيون ينظرون إلى جميع معتنقي الإسلام الجدد باستخفاف، ويعتبرونهم «خونة لإيمان آبائهم». وكانت عمليات القتل الديني شائعة في أوقات الحرب حيث اعتبر كل من المسيحيين والمسلمين أعضاء الديانة المعارضة مرتدين يستحقون الموت.